# Ruckland
Ruckland är en by i civil parish Maidenwell, i distriktet East Lindsey, i grevskapet Lincolnshire, i England. Byn är belägen 9 km från Louth. Ruckland var en civil parish fram till 1936 när blev den en del av Maidenwell. Civil parish hade 21 invånare år 1931. Byn nämndes i Domedagsboken (Domesday Book) år 1086, och kallades då Rocheland.